# Вільдпольдсрід
Вільдпольдсрід (нім. Wildpoldsried) — громада в Німеччині, земля Баварія.
Підпорядковується адміністративному округу Швабія. Входить до складу району Оберальгой. Населення складає 2543 осіб (на 31 грудня 2020). Займає площу 21,35 км². Офіційний код — 09 7 80 147.

## Зелене місто
У 1997 році мер Арно Зінгерль заявив, що буде впроваджувати відновлювальні джерела енергії. За 14 років, коли він був мером, досягнутий стовідсотковий показник забезпеченості екологічною енергією. А надлишки місцеві жителі продають. У містечку 5 біогазових станцій, 9 вітрових електроустановок, 3 малих ГЕС, більшість будинків обладнані сонячними батареями.

## Галерея

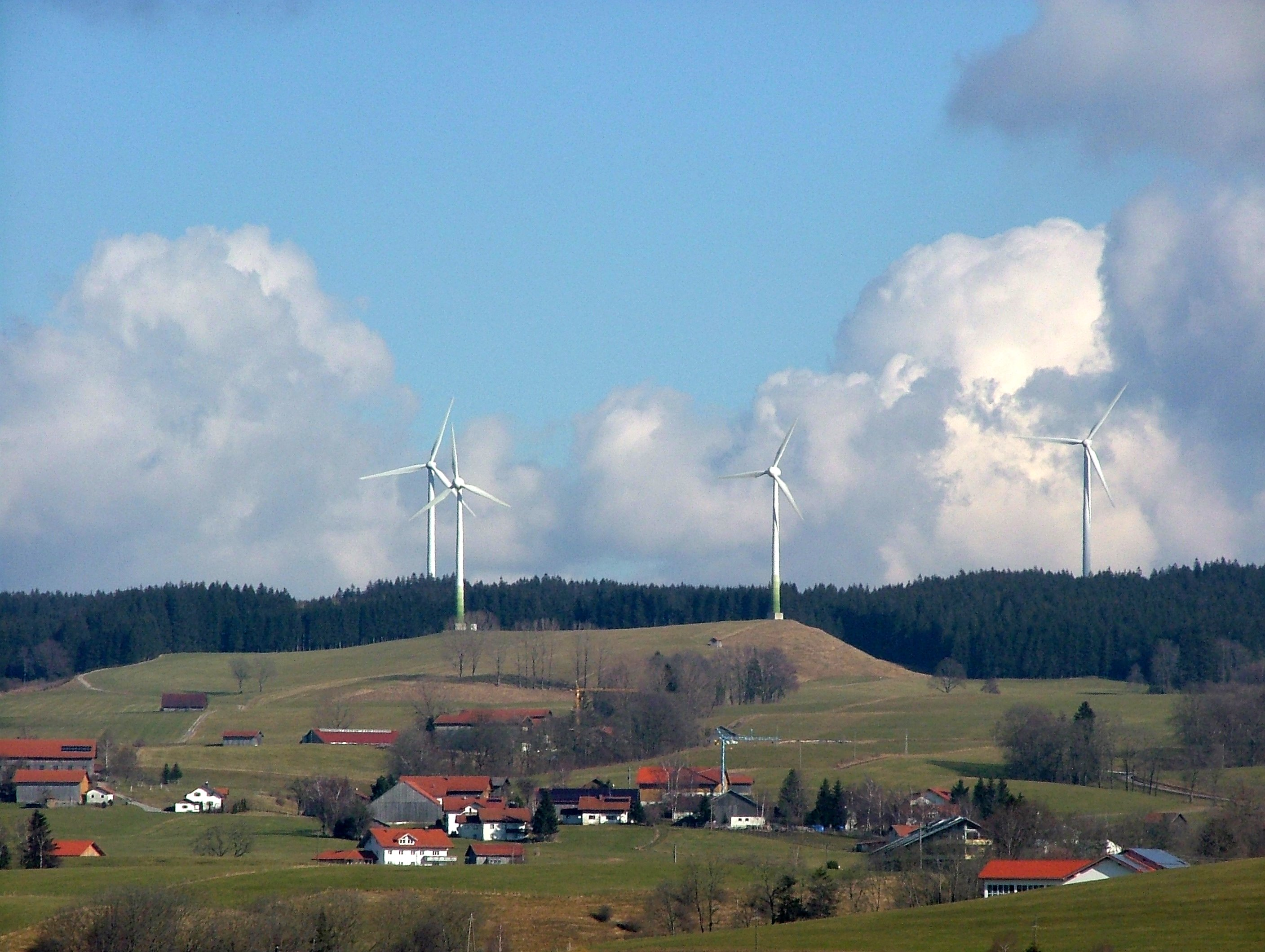